# 焦油色素
焦油色素，又稱苯胺色素、有機合成色素、人工色素、煤焦色素、煤渣色料，是一種人工合成色素，與天然色素相對。常用於食品、飲料、藥物、口紅與化妝品的染色上，尤其是作為食品添加劑。其主要是由煤焦油經過蒸餾、硫化、硝化等程序加工而成。由於攝取焦油色素或會危害健康，例如引致過動及注意力不集中，很多國家地區對它的使用有所規管。人工色素例子包括檸檬黃、日落黃等等。

## 偶氮染料
偶氮染料是應用最廣的合成染料，常用於各種纖維、皮革、木材、紙張等的染色，或用於油漆、塑料、橡膠的著色。

## 食品添加劑
由於人工食用色素在不同的溫度及酸鹼度之下穩定性較高，色澤鮮豔、容易調校顏色，效果明顯及成本低，它被廣泛用於食品工業中。